# Magma (album Gojiry)
Magma – szósty album studyjny francuskiego zespołu muzycznego Gojira. Wydawnictwo ukazało się 17 czerwca 2016 roku nakładem wytwórni muzycznej Roadrunner Records. Płyta została udostępniona bezpłatnie przed premierą w formie digital stream na kanale YouTube zespołu. Nagrania zostały zarejestrowane, wyprodukowane i zmiksowane w Silver Cord Studio w Nowym Jorku w Stanach Zjednoczonych. Mastering odbył się w Sterling Sound, także w Nowym Jorku.
Nagrania dotarły do 24. miejsca listy Billboard 200 w Stanach Zjednoczonych sprzedając się w nakładzie 17 tys. egzemplarzy w przeciągu tygodnia od dnia premiery. Płyta trafiła ponadto m.in. na listy przebojów w Wielkiej Brytanii, Francji oraz Finlandii.

## Lista utworów
Opracowano na podstawie materiału źródłowego.
| Nr  | Tytuł utworu                          | Słowa          | Muzyka                           | Długość |
| --- | ------------------------------------- | -------------- | -------------------------------- | ------- |
| 1.  | „The Shooting Star”                   | Joe Duplantier | Joe Duplantier, Mario Duplantier | 05:42   |
| 2.  | „Silvera”                             | Joe Duplantier | Joe Duplantier, Mario Duplantier | 03:33   |
| 3.  | „The Cell”                            | Joe Duplantier | Joe Duplantier, Mario Duplantier | 03:18   |
| 4.  | „Stranded”                            | Joe Duplantier | Joe Duplantier, Mario Duplantier | 04:29   |
| 5.  | „Yellow Stone” (utwór instrumentalny) |                | Joe Duplantier, Mario Duplantier | 01:19   |
| 6.  | „Magma”                               | Joe Duplantier | Joe Duplantier, Mario Duplantier | 06:42   |
| 7.  | „Pray”                                | Joe Duplantier | Joe Duplantier, Mario Duplantier | 05:14   |
| 8.  | „Only Pain”                           | Joe Duplantier | Joe Duplantier, Mario Duplantier | 04:00   |
| 9.  | „Low Lands”                           | Joe Duplantier | Joe Duplantier, Mario Duplantier | 06:04   |
| 10. | „Liberation” (utwór instrumentalny)   |                | Joe Duplantier, Mario Duplantier | 03:35   |
|     |                                       |                |                                  | 43:56   |

| Bonus DVD - Live at Rock in Rio | Bonus DVD - Live at Rock in Rio       | Bonus DVD - Live at Rock in Rio |
| Nr                              | Tytuł utworu                          | Długość                         |
| ------------------------------- | ------------------------------------- | ------------------------------- |
| 1.                              | „Untitled”                            | 0:18                            |
| 2.                              | „Ocean Planet”                        | 6:14                            |
| 3.                              | „The Axe”                             | 4:21                            |
| 4.                              | „The Heaviest Matter Of The Universe” | 5:47                            |
| 5.                              | „Backbone”                            | 4:25                            |
| 6.                              | „Love / Remembrance”                  | 5:56                            |
| 7.                              | „L’Enfant Sauvage”                    | 3:52                            |
| 8.                              | „Flying Whales”                       | 8:17                            |
| 9.                              | „Drum Solo”                           | 1:21                            |
| 10.                             | „Oroborus”                            | 4:53                            |
| 11.                             | „Vacuity”                             | 5:37                            |
| 12.                             | „The Gift Of Guilt”                   | 7:24                            |
|                                 |                                       | 58:25                           |

## Twórcy
Opracowano na podstawie materiału źródłowego.
| Zespół Gojira w składzie - Joe Duplantier – wokal, gitara, produkcja muzyczna, miksowanie - Christian Andreu – gitara - Jean-Michel Labadie – gitara basowa - Mario Duplantier – perkusja |  | Inni - Ted Jensen – mastering - Will Putney, Alexis Berthelot, Jamie Uertz, Taylor Bingley – inżynieria dźwięku - Hibiki Miyazaki – oprawa graficzna - Gabrielle Duplantier – zdjęcia - Johann Meyer – inżynieria dźwięku, miksowanie |

## Listy sprzedaży
| Lista                   | Kraj              | Pozycja |
| ----------------------- | ----------------- | ------- |
| ARIA Charts             | Australia         | 11      |
| Ö3 Austria Top 40       | Austria           | 9       |
| SNEP                    | Francja           | 10      |
| Suomen virallinen lista | Finlandia         | 5       |
| Media Control Charts    | Niemcy            | 14      |
| VG-Lista                | Norwegia          | 9       |
| Billboard 200           | Stany Zjednoczone | 24      |
| Schweizer Hitparade     | Szwajcaria        | 4       |
| Sverigetopplistan       | Szwecja           | 26      |
| UK Albums Chart         | Wielka Brytania   | 24      |